# Opération Frühlingssturm
Seconde Guerre mondiale
Batailles
Opérations anti-partisans en Croatie
L'opération Frühlingssturm (Tempête printanière) menée par les forces allemandes et croates entre le 17 et le 21 janvier 1945 était destinée à détruire les Forces résistantes en Syrmie.

## But de l'opération
C'est une opération majeure du XXXIV. Armeekorps en Syrmie visant à nettoyer les arrières de la 2. Panzerarmee déployée plus au nord le long du Danube.
| \| Šid Šarengrad Syrmie \| |
| Šid Šarengrad Syrmie       |

## Forces en présence
Forces de l'Axe
 Reich allemand
- 11. Feld-Division (L)
- 41. Infanterie-Div.
- 117. Jäger-Div.

 Waffen-SS
- 7e SS-Freiwilligen-Gebirgs-Division Prinz Eugen

 État indépendant de Croatie
- 3e division d'infanterie

Résistance
 Partisans
- 1re division prolétarienne
- 2e division prolétarienne
- 6e division prolétarienne
- 5e division (NOVJ)
- 21e division (NOVJ)
- toutes soutenues par l'artillerie et les avions soviétiques.

## L'opération
Les troupes de l'Axe ont avancé dans la direction sud-est contre de vastes tranchées ennemies bien creusées et des positions fortifiées qui étaient occupées par un grand nombre de partisans, qui rappelaient que la guerre de position était normalement associée au front de l'Est. 
À la fin de la première journée, la division SS « Prinz Eugen » et d'autres unités avaient parcouru environ 8 kilomètres dans les lignes ennemies et forcé les partisans à commencer à amener des renforts. L'attaque a continué et à la conclusion de « Frühlingssturm », les Allemands avaient repris le carrefour routier clé de Šid et s'étaient étendus entre là et Šarengrad, un petit village sur le Danube.

## Bilan
L'opération a été considérée comme un succès car une partie de la pression a été relâchée sur 2. Panzerarmee. 
Aucun chiffre complet de perte n'a été trouvé, mais XXXIV. Armeekorps a rapporté que 12 000 partisans avaient été tués.
 
En outre, le 7. SS-Freiwillige-Gebirgs-Div. à lui seul, capturé 40 canons antichars lourds et une batterie d'artillerie lourde.